# Воронина, Екатерина Михайловна
Екатерина Михайловна Воронина (в замужестве Киселёва; 1907 — 25 ноября 1989) — советский хозяйственный деятель, Герой Социалистического Труда. Член КПСС.

## Биография
Родилась в 1907 году в селе Никулино современный Костромской район Костромской области. 
С 1930 года — на хозяйственной работе. В 1930—1965 гг. — телятница совхоза «Караваево», доярка молочно-товарной фермы, бригадир племенного молочного совхоза «Караваево» Министерства совхозов СССР в Костромском районе Костромской области.
Указом Президиума Верховного Совета СССР от 25 августа 1948 года присвоено звание Героя Социалистического Труда с вручением ордена Ленина и золотой медали «Серп и Молот».
Умерла в Костроме в 1989 году.